# Personaggi di The Witcher

Logo di The Witcher

Questa è la lista dei personaggi di The Witcher, videogioco action RPG sviluppato da CD Projekt RED e pubblicato nel 2007.

## Personaggi principali

Geralt nel filmato iniziale di The Witcher

### Geralt di Rivia
Geralt di Rivia è un witcher e il protagonista della serie di libri scritti da Andrzej Sapkowski, e dei vari adattamenti dei libri, tra cui la trilogia di videogiochi. È uno dei witcher più famosi del periodo in cui ha vissuto, avendo spezzato la maledizione che gravava sulla principessa Adda e partecipando a eventi epici come la ribellione dei maghi sull'Isola Thanned.

### Vesemir
È il più anziano ed esperto tra i witcher; come tutti gli altri membri del castello, passa l'inverno a Kaer Moren e parte per seguire la sua via con l'arrivo della primavera. Forte e vivace nonostante l'età, Vesemir è un guerriero esperto ed è colui che ha insegnato a Geralt tutto ciò che questi conosce.

### Triss Merigold
Triss Merigold è una giovane maga dai capelli rossi; conosce Geralt da molto tempo ed è forse la sua amica più stretta. Nonostante sia una maga e quindi esterna alla gilda, è amica dei witcher di Kaer Moren ed è una dei pochi a conoscere la strada per la fortezza isolata. È un'abile guaritrice e porta sempre con sé molte pozioni magiche, ma non le usa mai su se stessa perché è allergica alla magia. Triss fa parte della Loggia delle Maghe del Consiglio Reale di Re Foltest.

### Velerad
Velerad è il governatore di Vizima (la capitale di Temeria) e, in assenza del re Foltest, detiene la più alta autorità sulla città e sul paese. Il borgomastro Velerad conosce Geralt di Rivia da tempo, avendo negoziato di persona il compenso per spezzare la maledizione che aveva trasformato la principessa Adda in una strige.

### Adda
La principessa Adda è nata da un'unione incestuosa tra il re Foltest e la sorella di lui Adda. La maledizione lanciata da Ostrit, un corteggiatore geloso di sua madre ne ha causato la trasformazione in strige. Dopo essere cresciuta velocemente, per anni ha vagato per le strade di Vizima Antica, terrorizzando gli abitanti e divorando le sfortunate vittime. Nessuno riusciva a ucciderla o spezzare la sua maledizione, finché non arrivò Geralt di Rivia.
Ora Adda è una bella ragazza, anche se un po' viziata.

### Dandelion
Miglior amico di Geralt, il bardo Dandelion è un chiacchierone, un burlone e un fannullone. È un vero e proprio donnaiolo, anche se spesso questo non fa altro che cacciarlo nei guai. Dandelion ha anche un innegabile talento artistico.

### Shani
Shani e Geralt si sono incontrati grazie a Dandelion a Oxenfurt, e si conoscono da molto tempo. Una volta laureatasi in medicina, Shani è diventata una devota professionista. Avendo vissuto in prima persona la Battaglia di Brenna, dove ha curato i feriti in un ospedale da campo, si può dire che Shani sia ben più matura della sua età.

### Zoltan Chivay
Zoltan Chivay è un nano e sostiene di aver assistito con i propri occhi alla morte di Geralt durante il massacro dei non-umani a Rivia. Tipo moderato e pragmatico, Zoltan mantiene sempre una prospettiva distaccata del mondo che lo circonda, commentando sarcasticamente gli eventi a cui assiste. Come tutti gli altri non-umani (elfi e nani), è preoccupato dal crescente razzismo che si osserva a Temeria.

## Personaggi secondari

### Abigail
Abigail è una strega che vive in un villaggio nelle campagne. Non è molto popolare tra suoi compaesani che l'accusano spesso ogni volta che c'è qualcosa che non va o che qualcosa di strano accade (nonostante vadano da lei ad acquistare erbe e rimedi). La principale abilità di Abigail è l'alchimia.

### Azar Javed
Azar Javed è un potente mago che ha attaccato Kaer Morhen per impossessarsi dei segreti dei witcher nascosti nella fortezza. L'organizzazione da lui capeggiata ha come simbolo una salamandra. A giudicare dal suo nome esotico, si direbbe che provenga da un posto lontano. Azar è assuefatto al fisstech, una droga di cui assume grandi quantità nella forma più pura. È stato espulso dalla comunità dei maghi in quanto praticava la magia nera. Ha delle ambizioni politiche, il che non è raro tra i maghi. Anche Azar Javed ha le sue debolezze: ama vivere nel lusso e ha un debole per le donne.

### Carmen
Carmen è il capo delle prostitute che lavorano nei bassifondi di Vizima.

### Declan Leuvaarden
Declan Leuvaarden è un ricco mercante di Nilfgaard. Persona dalle mille risorse e con numerosi contatti, vive a Vizima, nel quartiere mercantile.

### Foltest
Foltest è il re di Temeria, sovrano di Pontar e Mahakam e protettore di Brugge e Sodden. È figlio del re Medell e della regina Sancia di Sodden. 
Ha avuto una figlia da sua sorella Adda; da questa unione incestuosa nacque una bambina che fu maledetta da Ostrit, un cortigiano innamorato di Adda. Sia Adda che la bambina morirono poco tempo dopo, ma la figlia di Foltest tornò in vita 7 anni più tardi sotto forma di strige; fu Geralt di Rivia a rompere la maledizione che gravava sulla figlia del re Foltest.

### Golan Vivaldi
Golan Vivaldi è un nano molto suscettibile riguardo alla sua razza e odia gli umani. I Vivaldi sono finanzieri e una delle loro banche si trova nel quartiere mercantile di Vizima.

### Haren Brogg
Haren Brogg, timoroso solo del Reverendo, si fa beffa della legge e si circonda di sicari che proteggono i suoi loschi affari. Vive nelle Campagne e gestisce un negozio di armi e ingredienti alchemici.

### Kalkstein
Kalkstein è un alchimista distratto e una persona affabile, anche se più interessato alle teorie scientifiche che agli aspetti più prosaici della vita.

### Mikul
Mikul è una guardia cittadina, titolo di una certa importanza nelle Campagne, e per questo molto rispettato. Apparentemente pigro e amante delle donne, pensa solo ai propri interessi trascurando i problemi delle Campagne. Durante il giorno fa la guardia al cancello di Vizima.

### Occhi Blu
Occhi Blu è una splendida ragazza, sorella del cavaliere Patrick de Weyze, che lavora nella casa della Regina della Notte.

### Odo
Odo, la persona più ricca delle Campagne, è un ubriacone avaro che ha ereditato una fortuna da suo fratello. Vive ai margini di un villaggio nelle Campagne, in una casa circondata da un recinto con un grande cancello.

### Rayla la Bianca
Mercenaria agli ordini della Rosa Fiammeggiante. È stata torturata dagli elfi e per questo ha una protesi al braccio destro. È al comando di un esercito nei pressi di Acque Oscure per combattere gli Scoia'tael.

### Raymond Maarloeve
Raymond Maarloeve è un investigatore privato che vive e lavora in una casa nelle vicinanze del Cancello della Diga, a Vizima. È una persona burbera e cinica, ma è anche un professionista serio e molto ben informato. È Siegfried che, dopo aver aiutato Geralt a sconfiggere la cockatrice nelle fogne, indirizza il witcher dal suo amico detective Maarloeve per portare a termine le indagini.
Il personaggio di Raymond Maarloeve è indubbiamente ispirato a Philip Marlowe: proprio come lui, infatti, è un investigatore privato dal carattere difficile ma competente; il suo cognome, "Maarloeve", è molto simile inoltre a quasi omofonico "Marlowe" e il suo nome, Raymond, è lo stesso di Raymond Chandler, il creatore di Marlowe.

### Ramsmeat
Ramsmeat è il capo di un'organizzazione criminale nel quartiere del tempio, a Vizima.

### Re della Caccia Selvaggia
Il Re della Caccia Selvaggia, ovvero il fato incarnato, è il più terrificante degli avversari che si possa avere e comanda orde di cavalieri spettrali. Non teme nessun avversario, in quanto può decidere in qualsiasi momento che il nemico contro il quale sta combattendo è dannato, vincendo così lo scontro.

### Regina della Notte
La Regina della Notte è una vampira che dirige un bordello (la casa della Regina della Notte) nel distretto mercantile di Vizima.

### Reverendo
Il Reverendo, sacerdote autoritario del Fuoco Eterno, è il capo degli abitanti delle Campagne. Fanatico religioso e ipocrita, vive in città, sulla sinistra del tempio.

### Roderick de Wett
Il Conte de Wett viene da Nilfgaard, fa parte dell'Ordine della Rosa Fiammeggiante ed è il consigliere di re Foltest per conto dell'Ordine.

### Siegfried de Dansley
Siegfried de Dansley è un cavaliere dell'Ordine della Rosa Fiammeggiante. È un idealista che rispetta le regole dell'Ordine ed è dotato di buonsenso. È un abile guerriero, non ha pregiudizi ed è un uomo gentile, schietto e dall'indubbio coraggio.

### Thaler
Thaler è il capo dei servizi segreti di Temeria; ha contatti sorprendentemente vasti con ladri, persone ricche e guardie cittadine. Per tutto il Capitolo II del gioco si finge un ricettatore. Vive nel quartiere del tempio di Vizima.

### Vaska
Vaska è il capo dei mattonai che vivono nella palude. È un'anziana donna che parla per indovinelli e sembra un po' pazza.

### Vesna Cappuccio
Vesna Cappuccio è una ragazza decisa, che lavora come barista in una trattoria nelle Campagne, dove vende cibo e alcolici. Dolce e accattivante, Vesna sembra avere un debole per gli uomini misteriosi.

### Vincent Meis
Vincent Meis è il capitano della guardia cittadina di Vizima nonché il responsabile della prigione e dell'applicazione della legge del re nel quartiere mercantile. Fidanzato con Carmen, Vincent si interessa alla cattura di mostri leggendari ma soprattutto alla salvaguardia del proprio regno, trasformandosi in lupo mannaro.

### Yaevinn
Yaevinn è un elfo tanto presuntuoso quanto eloquente; è una persona astuta e saggia che disprezza gli umani considerandoli dei barbari aggressivi.